# Sea of Sorrow
Sea of Sorrow — песня рок-группы Alice In Chains, выпущенная в 1991 году как второй промосингл после Bleed the Freak и как четвёртый сингл с дебютного студийного альбома Facelift.

## Прием
Нед Раггетт из AllMusic сказал, что песня «показывает, что даже будучи молодая группа Alice in Chains хотела немного подурачиться с ожиданиями» и что «почти каждый участник в этой песне показывает свой талант».

## Видеоклип
Было снято два видеоклипа: оригинальная и официальная версии. Оригинальная версия видеоклипа была снята Полом Рахманом, который снял видеоклип к песне Man in the Box. Видеоклип этой версии включён в видео-альбом Live Facelift. Официальная версия видеоклипа была снята Мартином Аткинсом. Видеоклип есть в Music Bank: The Videos.

## Список композиций
| №  | Название               | Длительность |
| -- | ---------------------- | ------------ |
| 1. | «Sea of Sorrow» (edit) | 4:34         |
| 2. | «Sea of Sorrow»        | 5:49         |

## Позиции в чартах
| Чарт (1991)                    | Высшая позиция |
| ------------------------------ | -------------- |
| US Billboard Album Rock Tracks | 27             |

## Участники
- Лейн Стейли — ведущий вокал
- Джерри Кантрелл — гитара, бэк-вокал
- Майк Старр — бас-гитара
- Шон Кинни — барабаны, фортепиано